# Amorphopus
Amorphopus is een geslacht van rechtvleugeligen uit de familie doornsprinkhanen (Tetrigidae). De wetenschappelijke naam van dit geslacht is voor het eerst geldig gepubliceerd in 1838 door Serville.

## Soorten
Het geslacht Amorphopus omvat de volgende soorten:
- Amorphopus griseus Bolívar, 1887
- Amorphopus humeralis Walker, 1871
- Amorphopus notabilis Serville, 1838
- Amorphopus testudo Saussure, 1861